# Alcis pallida
Alcis pallida là một loài bướm đêm trong họ Geometridae.